# Angulomyces
Angulomyces är ett släkte av svampar. Angulomyces ingår i familjen Angulomycetaceae, ordningen Rhizophydiales, klassen Chytridiomycetes, divisionen pisksvampar och riket svampar.
| Angulomyces | \| \| Angulomyces argentinensis \| \| \| \| |
|             | \| \| Angulomyces argentinensis \| \| \| \| |
|             | Angulomyces argentinensis                   |
|             |                                             |

|  | Angulomyces argentinensis |
|  |                           |